# Edvard Collin
Edvard Collin (født 2. november 1808 i København, død 10. april 1886) var en dansk embedsmand og kendt litterær samler. Han var søn af juristen Jonas Collin og far til zoologen Jonas Collin.
Collin tog 1831 juridisk eksamen og kom 1832 ind i Finansdeputationen som auskultant. Han blev 1840 assessor, 1842 kommitteret og 1848 direktør i Finansministeriets departement for assignations- og møntvæsen. I denne stilling ledede han 1854 overgangen til rigsmønt. Han var i nogle år tillige generaldecisor for det indirekte skattevæsen, men afskedigedes 1864 efter tabet af
hertugdømmerne. I en mængde humane foretagender med ideelle og praktiske formål var han en ivrig deltager, navnlig Musikforeningen, Efterslægtsselskabet, Lægeforeningens Boliger, Børnehospitalet og Sparekassen for Kjøbenhavn og Omegn, i hvilken han var direktør fra 1851 til kort før sin død. Han har skrevet H.C. Andersen og det Collinske Hus (1882) og Anonymer og Pseudonymer i den danske, norske og islandske Litteratur fra de ældste Tider indtil 1860 (1869).